# Drzewce-Kolonia (Lublin)
Pour les articles homonymes, voir Drzewce-Kolonia.
Drzewce-Kolonia (prononciation [ˈdʐɛft͡sɛ kɔˈlɔɲa]) est un village de la gmina de Nałęczów du powiat de Puławy dans la voïvodie de Lublin, situé dans l'est de la Pologne.

## Histoire
De 1975 à 1998, le village est attaché administrativement à l'ancienne Voïvodie de Lublin.

Depuis 1999, il fait partie de la nouvelle voïvodie de Lublin.